# Les Espesses
Les Espesses és una partida de camps de conreu parcialment abandonats del terme municipal de Conca de Dalt, al Pallars Jussà, a l'antic terme de Toralla i Serradell, en el territori del poble d'Erinyà.
Està situada molt a prop i al nord-oest d'Erinyà, també al nord i oest de la Pista de Serradell, a ponent del Cap del Camp.